# James Bond
James Bond, također poznat i kao tajni agent 007 (eng. izgovor double-ou seven, u hrvatskom najčešće nula-nula-sedam), fiktivni je britanski špijun iz pera Iana Fleminga, nastao 1953. godine.

## Knjige
Fleming je stvorio brojne romane i kratke priče o njemu, a nakon njegove smrti 1964. godine, o Bondu su pisali Kingsley Amis, John Pearson, John Gardner, Raymond Benson te Charlie Higson.
| Originalne 007-Bond knjige Ian Fleming - 1953. "Casino Royale" - 1954. "Živi i pusti umrijeti"" (Live and let die) - 1955. "Operacija Svemir" (Moonraker) - 1956. "Dijamanti su vječni" (Diamonds are forever) - 1957. "Iz Rusije s ljubavlju" (From Russia with love) - 1958. "Dr. No" - 1959. "Goldfinger" - 1960. "Samo za tvoje oči" (For your eyes only - kratke priče) - 1961. "Operacija Grom" (Thunderball) - 1962. "Špijun koji me volio" (The spy who loved me) - 1963. "U službi njenog Veličanstva" - 1964. "Samo dvaput se živi" (You only live twice) - 1965. "Čovjek sa zlatnim pištoljem" (The man with the golden gun) - 1966. "Octopussy and The Living Daylights" (Kratke priče) Kingsley Amis kao Robert Markham - 1968. Colonel Sun John Gardner - 1981. Licence Renewed - 1982. For Special Services - 1983. Icebreaker - 1984. Role of Honour - 1986. Nobody Lives For Ever - 1987. No Deals, Mr. Bond - 1988. Scorpius - 1989. Win, Lose or Die - 1990. Brokenclaw - 1991. The Man from Barbarossa - 1992. Death is Forever - 1993. Never Send Flowers - 1994. SeaFire - 1996. COLD Raymond Benson - 1997. Zero Minus Ten - 1998. The Facts of Death - 1999. High Time to Kill - 2000. Doubleshot - 2001. Never Dream of Dying - 2002. The Man with the Red Tattoo Sebastian Faulks - 2008. Devil May Care (najavljena) Mladi Bond Charlie Higson - 2005. SilverFin - 2006. Blood Fever - 2007. Double or Die - 2007. Hurricane Gold - 2008. Mladi Bond knjiga 5 | Novelizacije Christopher Wood - 1977. Špijun koji me volio - 1979. Operacija Svemir John Gardner - 1989. Dozvola za ubojstvo - 1995. Zlatno oko Raymond Benson - 1997. Sutra nikad ne umire - 1999. Svijet nije dovoljan - 2002. Umri drugi dan Ostale novele R.D. Mascot - 1967. 003½: The Adventures of James Bond Junior Moneypennyjini dnevnici Kate Westbrook - 2005. Guardian Angel - 2006. Secret Servant - 2008. Final Fling Povezana djela Kingsley Amis - 1965. The James Bond Dossier - 1965. The Book of Bond John Pearson - 1973. James Bond: The Authorised Biography of 007 Raymond Benson - 1984. The James Bond Bedside Companion Kratke priče o Jamesu Bondu Raymond Benson - 1997. "Blast From the Past" - 1999. "Midsummer Night's Doom" - 1999. "Live at Five" - 2002. "The Heart of Erzulie" (neobjavljeno) Kate Westbrook (Moneypennyjini dnevnici) - 2006. "For Your Eyes Only, James" - 2006. "Moneypenny's First Date With Bond" Neslužbeni/Neobjavljeni romani Geoffrey Jenkins - 1966. Per Fine Ounce Jim Hatfield - 1985. The Killing Zone |

## Filmovi
Bond je (u Hrvatskoj) poznatiji po serijalu filmova temeljenom na njegovom liku - dvadeset i četiri službena filma produkcijske kuće EON te dva neslužbena filma koji se ne smatraju integralnim dijelom serijala, no temelje se na Flemingovim romanima. Albert R. Broccoli i Harry Saltzman producenti su svih službenih filmova do 1974., kad je Broccoli postao jedinim producentom. Njegova kći Barbara Broccoli, te posinak Michael G. Wilson, producenti su filmova nakon 1995.
Do danas su Jamesa Bonda glumili sljedeći glumci:
- Sean Connery:

- Dr. No (1962.)
- Iz Rusije s ljubavlju (1963.)
- Goldfinger (1964.)
- Operacija Grom (1965.)
- Samo dvaput se živi (1967.)
- Dijamanti su vječni (1971.)
- Nikad ne reci nikad (1983.) (neslužbeni film)
- George Lazenby:

- U službi njenog Veličanstva (1969.)
- Roger Moore:

- Živi i pusti umrijeti (1973.)
- Čovjek sa zlatnim pištoljem (1974.)
- Špijun koji me volio (1977.)
- Operacija Svemir (1979.)
- Samo za tvoje oči (1981.)
- Octopussy (1983.)
- Pogled na ubojstvo (1985.)
- Timothy Dalton:

- Dah smrti (1987.)
- Dozvola za ubojstvo (1989.)
- Pierce Brosnan:

- Zlatno oko (1995.)
- Sutra nikad ne umire (1997.)
- Svijet nije dovoljan (1999.)
- Umri drugi dan (2002.)
- Daniel Craig:

- Casino Royale (2006.)
- Zrno utjehe (2008.)
- Skyfall (2012.)
- Spectre (2015.)
- Za smrt nema vremena (2021.)

## Zanimljivosti
- Prepoznatljivu uvodnu sekvencu iz filmova o Jamesu Bondu dizajnirao je Maurice Binder. U njoj je prikazan agent 007 kako korača dok ga protivnik promatra kroz cijev pištolja. U jednom trenutku Bond se iznenada okreće i puca, te ubija svog protivnika nakon čega se na ekranu pojavi crvena boja koja simbolizira protivnikovu krv. U prva 3 filma iz serijala u uvodnoj sekvenci Bonda je igrao kaskader Bob Simmons.
Tek u četvrtom filmu iz serijala Operacija Grom u uvodnoj sceni se pojavio glumac koji je igrao agenta 007, u ovom slučaju to je bio Sean Connery. Od tada je postalo uobičajeno da se glumac koji igra Bonda pojavi u uvodnoj sekvenci.
- Timothy Dalton je nakon odlaska Seana Connerya 1967. trebao biti sljedeći James Bond, ali odbio je tu ponudu zato što je smatrao da je premlad za tu ulogu i da je nemoguće zamijeniti Connerya. Naposljetku je 007 postao 1987. u filmu Dah smrti.
- Nakon što je Roger Moore snimio svoj zadnji film u ulozi agenta 007, među kandidatima za njegovog nasljednika bio je Pierce Brosnan. Na kraju je ulogu dobio Timothy Dalton, a Brosnan ga je naslijedio 1995. u filmu Zlatno oko.
- Najduži film iz serijala o Jamesu Bondu je Spectre koji traje 148 minuta, a najkraći je Zrno utjehe koji traje 106 minuta.